# Deivis Barone
Deivis Barone Farías (San Ramón, Canelones, 28 de agosto de 1979) es un exfutbolista uruguayo jugaba como defensor central.
Es el defensor uruguayo que más goles anotó en el fútbol argentino, y el futbolista extranjero con más partidos jugados en Atlético Tucumán.

## Trayectoria

### River Plate de Montevideo
Se inició en las inferiores de River Plate de Uruguay. En Primera División jugó tan solo 23 partidos y convirtió 5 goles, el más importante fue a su homónimo River Plate de Argentina. Luego pasaría a Instituto de Córdoba.

### Instituto de Córdoba
En Instituto de Córdoba ascendió y descendió de la Primera División de Argentina, es el club donde más goles anotó y se convirtió en ficha de ese club, jugó 55 partidos (5 por B Nacional y 50 en Primera) y marcó 3 goles.
Fue vendido a la Corporación Popular Deportiva Junior por 1 millón de dólares. Fue el traspaso más caro del club.

### Junior de Barranquilla
Jugó 66 partidos y convirtió 1 gol, salió campeón de la Copa Colombia, primer título en su carrera profesional, y fue subcampeón de la Liga.

### Club Libertad
En el club paraguayo convirtió 2 goles por Copa Libertadores. El primero el 16 de febrero de 2006 ante River Plate de Argentina, y el segundo 3 de mayo de 2007 frente a Paraná de Brasil.

### Nacional de Montevideo
Llega al club teniendo una buena campaña,  jugando 72 partidos y convirtiendo 5 goles, logró salir campeón 2 veces en el campeonato de Primera División de Uruguay. Luego pasaría a Maracaibo donde no tendría una buena campaña.

### Unión Atlético Maracaibo
En este club llega como figura principal, pero no tuvo un buen desempeño. Aunque convirtió 3 goles claves, uno por la liga venezolana y otro en la Copa Venezuela.

### Caracas FC
Llegó a "Los Rojos del Ávila" en el 2009. Tuvo un gran rendimiento, en especial en la Copa Libertadores 2009, donde alcanzó los cuartos de final con el equipo de la capital venezolana. Convirtió 2 goles en su paso por el Caracas FC.

### Atlético Tucumán
Llega en 2009 como refuerzo al equipo tucumano. En un partido contra San Lorenzo de Almagro convierte su primer gol con la casaca celeste y blanca empatando el partido, pero no le sería suficiente porque su equipo caería, en un polémico partido, por 3 a 1.
En 2010 no tiene una buena campaña ya que una lesión lo dejó fuera de los campos por un año.
Vuelve en 2011 renovado, le convierte goles a Gimnasia de La Plata, River Plate, Rosario Central, entre otros.
Con Atlético Tucumán convirtió 12 goles en 128 partidos jugados. Con la celeste y blanca es el equipo que más goles metió (12 anotaciones). Luego de varias temporadas en el club tucumano firmó para el recién descendido de primera, San Martín de San Juan.  Fue el autor de una notable asistencia casi de mitad de cancha para que De Blassi, delantero de Gimnasia y Esgrima de la Plata anote el único Gil del encuentro.  Inolvidable pase gol

### San Martín de San Juan
Llega como refuerzo a San Martín después de varias temporadas como figura en Atlético Tucumán. El 21 de octubre de 2013 convierte su primer gol en el club verdinegro, su equipo venció 2 a 1 a Gimnasia de Jujuy. Consiguió el ascenso a primera división con dicho club

### Brown de Puerto Madryn
En enero de 2015 llega a préstamo al club portuario para afrontar la Primera B Nacional de Argentina.

## Clubes
| Club                   | País      | Año         | Goles |
| ---------------------- | --------- | ----------- | ----- |
| River Plate            | Uruguay   | 1998 - 2004 | 5     |
| Instituto de Córdoba   | Argentina | 2004 - 2005 | 3     |
| Junior                 | Colombia  | 2005        | 1     |
| Libertad               | Paraguay  | 2006 - 2007 | 2     |
| Nacional               | Uruguay   | 2007 - 2008 | 5     |
| Maracaibo              | Venezuela | 2008        | 3     |
| Caracas FC             | Venezuela | 2009        | 2     |
| Atlético Tucumán       | Argentina | 2009 - 2013 | 12    |
| San Martín de San Juan | Argentina | 2013 - 2014 | 3     |
| Guillermo Brown        | Argentina | 2015        | 0     |
| Rentistas              | Uruguay   | 2016 - 2017 | 4     |
| River Plate            | Uruguay   | 2018        | 8     |
| Tacuarembó FC          | Uruguay   | 2019        | 1     |
| Canadian Soccer Club   | Uruguay   | 2020        | 0     |

## Palmarés

### Campeonatos nacionales
| Título                       | Club                      | País      | Año     |
| ---------------------------- | ------------------------- | --------- | ------- |
| Primera División de Paraguay | Club Libertad             | Paraguay  | 2006    |
| Primera División de Uruguay  | Club Nacional de Football | Uruguay   | 2007-08 |
| Primera División             | Caracas FC                | Venezuela | 2008-09 |

## Caracterización
Se caracteriza por su juego aéreo. Su posición dentro del campo de juego es la de defensor central por el sector izquierdo, pero puede realizar la función de lateral por izquierda en un esquema de 3 defensores, y también puede desempeñarse en la posición de volante central. Tiene más de 40 goles en su carrera y actualmente es el defensor uruguayo con más goles en Argentina.